# Lepidostoma dentatum
Lepidostoma dentatum is een schietmot uit de familie Lepidostomatidae. De soort komt voor in het Afrotropisch gebied.